# Black Point (Saskatchewan)
Black Point je obec v Saskatchewanu. Tato severská osada s asi 70 obyvateli leží na jižním břehu jezera Lac La Loche, blízko vesnice La Loche. Je přístupná po silnici Highway 956 , která odbočuje ze silnice Highway 155.